# San Pedro Jocopilas
San Pedro Jocopilas è un comune del Guatemala facente parte del dipartimento di Quiché.